# Les Searle
Leslie „Les“ Searle (* 25. Februar 1937 in Polesworth bei Coventry) ist ein britischer Jazzmusiker und Komponist.

## Leben und Wirken
Searle stammt aus Polesworth; er kam 1965 als Saxophonist der Royal Air Force Germany Band nach Deutschland. Er komponierte und arrangierte auch für das Orchester von Kurt Edelhagen. Nach seiner Militärzeit spielte er in der Begleitband zum Musical Hello Dolly unter der Leitung von Klaus Doldinger in Düsseldorf, anschließend bei Hair in Essen. Noch heute leitet er ein eigenes Quartett.
Zwischen 1969 und 2001 betrieb Searle eine private Musikschule in Remscheid. Als Komponist verfasste er neben musikpädagogischen Werken auch Werke für Blas- und Kammerorchester.

## Kompositionen

### Werke für Harmonieorchester
- 1977 Blue and Gold, (Schott Publisher)
- 1992 Chips in a Bag         "
- 1992 Dis & Co.
- 2018 Die Bergische Weihnacht (Uetz Verlag)         "

### Für Streichensemble
Evening Shadows                   "
Blues Tango                       "
Weekend Waltz                     "
Ivy House
Meet Mr. Joplin                   "
Music School Rag                  "
Instrumental Styles Series=
Saxophone Styles, Flute Styles, Clarinet Styles, Violin Styles and Recorder Styles. (Schott Publisher)

#### Musicals
- Der Klassenclown, in 4 Akten - Libretto: Heinz-E. Klockhaus[2]

### Blech Tentett   (alle Titel bei Verlag Bruno Uetz erhältlich)
- A Trio of Trios, für drei Trompeten, Horn, vier Posaunen und Tuba
- Free Day, für drei Trompeten, Horn, vier Posaunen und Tuba

### Kammermusik
- Brass Concertino, für 4 Trompeten, Horn, 4 Posaunen und Tuba
- Fanfare und Blues, für 4 Trompeten, Horn, 4 Posaunen und Tuba
- It's how we like it, für zwei Trompeten und Posaune
- Joplin in the Twenties, für 4 Trompeten, Horn, 4 Posaunen und Tuba
- Mambossa, für zwei Trompeten und Posaune
- Parallel Bars, für Streichensemble
- Ragtimes, für Streichensemble  Schott Verlag
- Showtime Ragtime, für zwei Trompeten, Horn, Posaune und Tuba   Uetz Verlag
- Stephi, für 4 Trompeten, Horn, 4 Posaunen und Tuba  Uetz Verlag
- T.T. Waltz, für 4 Trompeten, Horn, 4 Posaunen und Tuba    Uetz Verlag
- Tangos, für Streichensemble     Schott Verlag
- Tango „Evening Shadows“, für Streichquartett    Scott Verlag
- Three Ragtimes, für Blasquartett  Uetz Verlag
- Union Pacific, für 4 Trompeten, Horn, 4 Posaunen und Tuba   Uetz Verlag
- Waltzes, für Streichensemble     Schott Verlag
- You Are the Ragtime of My Life, für zwei Trompeten, Horn, Posaune und Tuba   Uetz Verlag

### Werke für Jazzensemble (alle Titel bei Schott Verlag erhältlich)
- Banned It
- Coldfinger
- Gentle Cats
- I Got also
- Off Shore
- Rain Island
- Red’s Blues
- Who’s Blues

### Werke für Gitarre
- I’m Looking at You, für zwei Gitarren
- Old York, für Gitarre

### Musikpädagogische Werke
- Clarinet Fun 1 - 15 Easy Solos
- Clarinet Fun 2 - 15 Easy Duets
- Clarinet Fun 3 - 15 Easy Trios
- Flute Styles - 20 Duets
- Flute Fun 1 - 15 Easy Solos
- Flute Fun 2 - 15 Easy Duets
- Flute Fun 3 - 15 Easy Trios
- Keyboard Fun 2. - Piano vierhändig
- Keyboard Fun 3. - Piano secheshändig
- Nova Bossa, für Klarinette
- Recorder Styles - 20 jazz-duets, für Sopran- und Alt-Blockflöte